# The Truth About Love
The Truth About Love (Brasil: A Verdade sobre o Amor / Portugal: Toda a Verdade sobre o Amor) é um filme britânico de 2005 dirigido por John Hay.

## Sinopse
Alice Holbrook (Jennifer Love Hewitt) é a esposa feliz e apaixonada de Sam Holbrook (Jimi Mistry). Um dia, ela resolve mandar um cartão de amor anônimo para ele, apenas para testar a sua reação. Então, acaba dando início de uma série de revelações e situações, deixando-a furiosa e magoada. Neste momento tão estressante, o amigo de Sam, Archie Gray (Dougray Scott) declara seu amor à Alice.

## Elenco
- Jennifer Love Hewitt como Alice Holbrook
- Jimi Mistry como Sam Holbrook
- Dougray Scott como Archie Gray
- Kate Miles como Felicity
- Tom Boyd como Henrie